# Biliverdin-Reduktase
Die Biliverdin-Reduktase (BVR) ist ein Enzym des Häm-Abbaus in Tieren, es katalysiert die Reduktion von Biliverdin zu Bilirubin. Beim Menschen sind zwei paraloge Isoformen bekannt: BVR-A ist hauptsächlich in der Leber zu finden und BVR-B wird ausschließlich im Embryo exprimiert. Man vermutet, dass BVR-A weitere Funktionen im Zellkern ausübt, da es zur Autophosphorylierung und zur Bindung an DNA in der Lage ist. BVR-B kann außerdem Flavine reduzieren.

## Katalysierte Reaktion
+ NADPH/H+  →  + NADP+
Biliverdin wird zu Bilirubin reduziert. BVR-A ist das einzige bekannte Enzym mit einem doppelten Aktivitätsprofil in Abhängigkeit von pH und Cofaktor (NADPH bei pH 8,7 und NADH bei pH 7,0).